# Victimulae
Victimulae (o Victumulae), o più comunemente Victimula, è un insediamento di epoca romana (probabilmente sviluppatosi già in epoca pre-romana) situato in Piemonte, nella zona a sud ovest del Biellese, non distante dal lago di Viverone. Più precisamente si crede fosse situato alle pendici della Serra Morenica d'Ivrea a ridosso dell'altipiano della Bessa.
Il centro urbano contemporaneo che risulterebbe più vicino alla zona interessata è il comune di Salussola, nella fattispecie la frazione di San Secondo.
Si ritiene che il villaggio si fosse già sviluppato in epoca pre-romana a seguito della concentrazione dei lavoratori dediti alle attività di estrazione metallifera (in particolare dell'oro) nella zona della Bessa. Tracce di questa intensa attività, proseguita anche in parte in epoca romana, si trovano infatti tutt'oggi.
Non vi sono però ancora, per il momento, testimonianze dirette che indichino con certezza uno sfruttamento protostorico del giacimento aurifero. Tuttavia gli oggetti in oro di origine locale, provenienti dall'insediamento del vicino lago di Viverone (un villaggio su palafitte risalente circa al XVI – XV secolo a.C.) lasciano supporre che una modesta attività di estrazione fosse già in atto durante il Bronzo medio. Inoltre la presenza di numerosi massi erratici con incisioni “a coppella” attestano un'intensa frequentazione protostorica dell'area che, a partire dal V-IV secolo a.C., si ritiene fosse controllata dai Salassi insieme con il territorio biellese, con una parte dell'attuale provincia di Torino e della Valle d'Aosta.

## Riferimenti storici
Lo storico romano Strabone riferisce (Libri V e VI - Geografia, l'Italia) che nel 143 - 140 a.C., usando come pretesto una contesa sull'acqua tra i Salassi che sfruttavano un giacimento aurifero e le popolazioni che si erano insediate nella pianura (in cui i Salassi venivano accusati di privare dell'acqua del fiume Dora i campi coltivati dalle popolazioni nella pianura, in quanto i primi la utilizzavano per il lavaggio delle sabbie), il console romano Appio Claudio intervenne militarmente e, nonostante una disastrosa sconfitta iniziale, si impadronì poi del territorio oggetto della contesa. Ritornato successivamente a Roma chiese al senato il "trionfo" ma gli fu negato a causa dell'elevato numero di perdite (ma egli se lo concesse poi autonomamente pagando di tasca propria le spese).
L'identificazione del giacimento aurifero con la Bessa non è certa ma è piuttosto verosimile, visto che doveva trattarsi di un giacimento di grandi dimensioni e che la quantità di acqua utilizzata sembrava creare problemi di approvvigionamento. Probabilmente lo storico citando la Dora (Duria) non si riferiva all'attuale fiume che scende dalla Valle d'Aosta ed è separato dalla Bessa dalla grande collina morenica della Serra, ma lo ha utilizzato come idronimo, dato che non esistevano nella regione altri giacimenti di consistenza tale da giustificare una, per quanto pretestuosa, disputa sull'acqua.
Non troppo distante dalla zona esistono infatti tuttora numerose "Dore": in Piemonte c'è la Dora Riparia, in Savoia e nel Canton Vallese sono comuni le Doire, Doron, Drance e infine Durius era l'antico nome del fiume Duero.
Non è nota con precisione la durata del periodo di sfruttamento, però è noto che all'epoca in cui scriveva Strabone le miniere erano già state abbandonate (probabilmente perché erano ormai esaurite) e l'oro di Roma proveniva ormai in gran parte dall'Iberia.
È stato inoltre ipotizzato che nelle vicinanze del villaggio denominato Victimulae si sia svolta, nel tardo autunno (metà novembre) del 218 a.C., la battaglia del Ticino, la quale si presentò come un breve scontro tra le avanguardie dell'esercito punico e dell'esercito romano. 
In realtà la collocazione precisa del luogo dello scontro non è certa. A conferma di questo bisogna dire che la presunta collocazione del suddetto villaggio dista decine di km dal fiume Ticino (essendo collocato vicino al torrente Elvo, tributario del Cervo che a sua volta è un affluente del fiume Sesia, non del Ticino)

## Archeologia
Tra le molte supposizioni in proposito alla città e alle attività di estrazione metallifera, di certo vi è il fatto che la valletta di San Secondo di Salussola nel corso dei secoli ha restituito moltissimi materiali archeologici di età romana e medievale, che in parte sono entrati a far parte delle collezioni dei musei di Vercelli, Biella e Torino, ma in buona parte sono andati persi.
La casualità dei ritrovamenti da parte di agricoltori locali durante il lavoro nei campi e la scarsa attenzione prestata alla conservazione dei reperti hanno fatto sì che molti dei materiali che le fonti ci attestano essere stati scoperti presso San Secondo oggi non siano più reperibili. Nonostante la scarsa documentazione, si può però affermare che si tratti di un'area singolare dal punto di vista archeologico, non solo per la quantità dei ritrovamenti, ma anche per il fatto che alcune strutture architettoniche, presumibilmente risalenti al periodo romano, erano ancora perfettamente visibili fin nell'Ottocento.
Un importante contributo alla conoscenza archeologica dell'area è stato fornito da indagini abbastanza recenti che hanno interessato alcuni insediamenti nel sito di "Ciapei përfonda", nella zona della Bessa di Vermogno (comune di Zubiena). Sono venuti alla luce materiali di ceramica (anfore e vasellame) che sono collocabili cronologicamente tra la fine II secolo a.C. e la metà del I secolo a.C.: i ritrovamenti, che si possono inserire nella serie dei reperti ceramici trovati in altri siti della Bessa, confermano quindi le notizie delle fonti antiche che attestavano in questo periodo il massimo sfruttamento delle miniere.
Il legame tra Victimula e le aurifodinae (che in linea d'aria distano meno di 6 km) è testimoniato dallo stesso Strabone, il quale nella sua opera Geografia (libro V, l'Italia), dopo aver fatto riferimento ad una miniera d'oro situata nel Vercellese (Vercellae), tratta di "un villaggio presso i Vittimuli".

## Tempi moderni

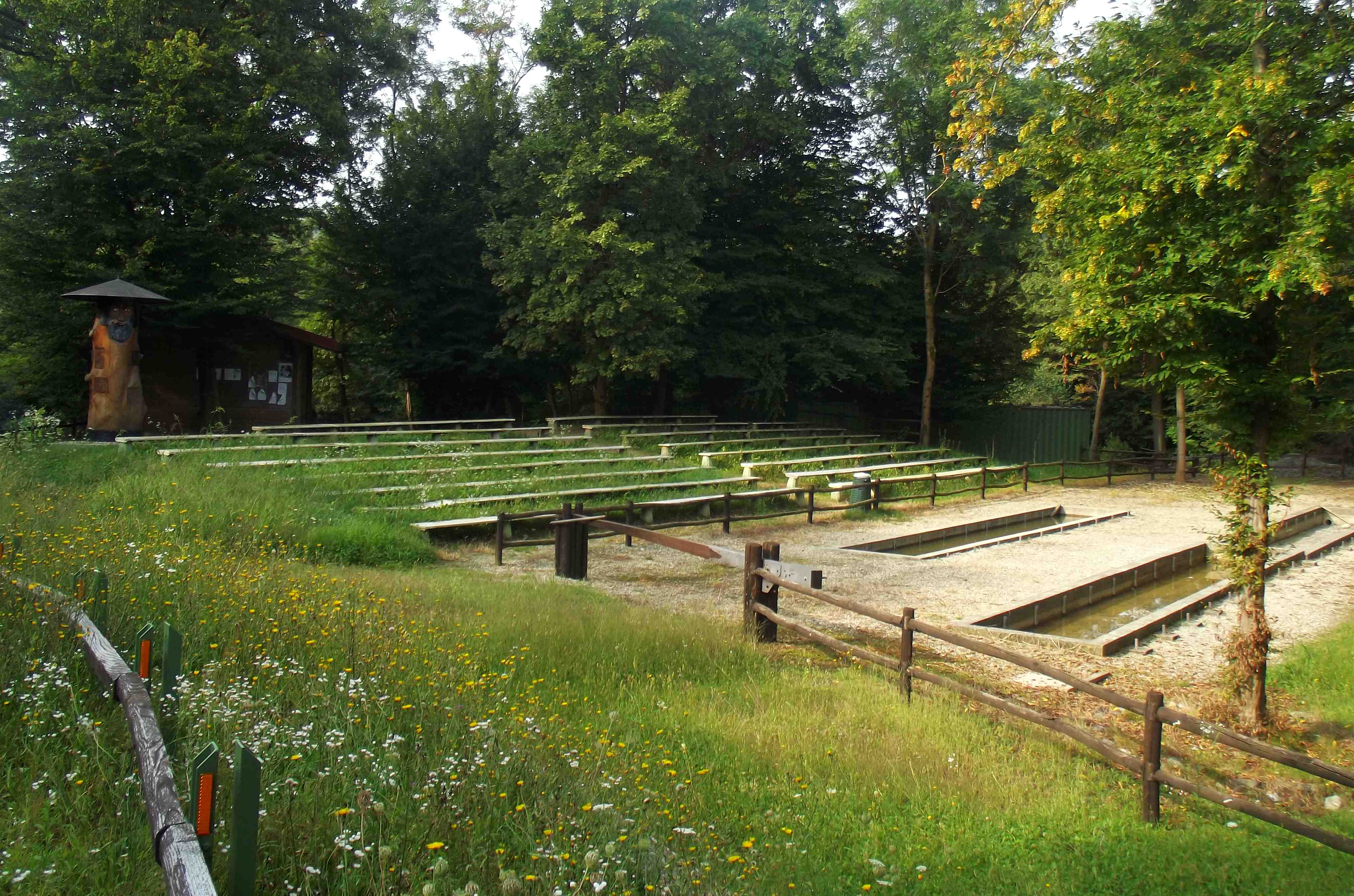
L'area attrezzata a Vermogno per le gare di ricerca dell'oro

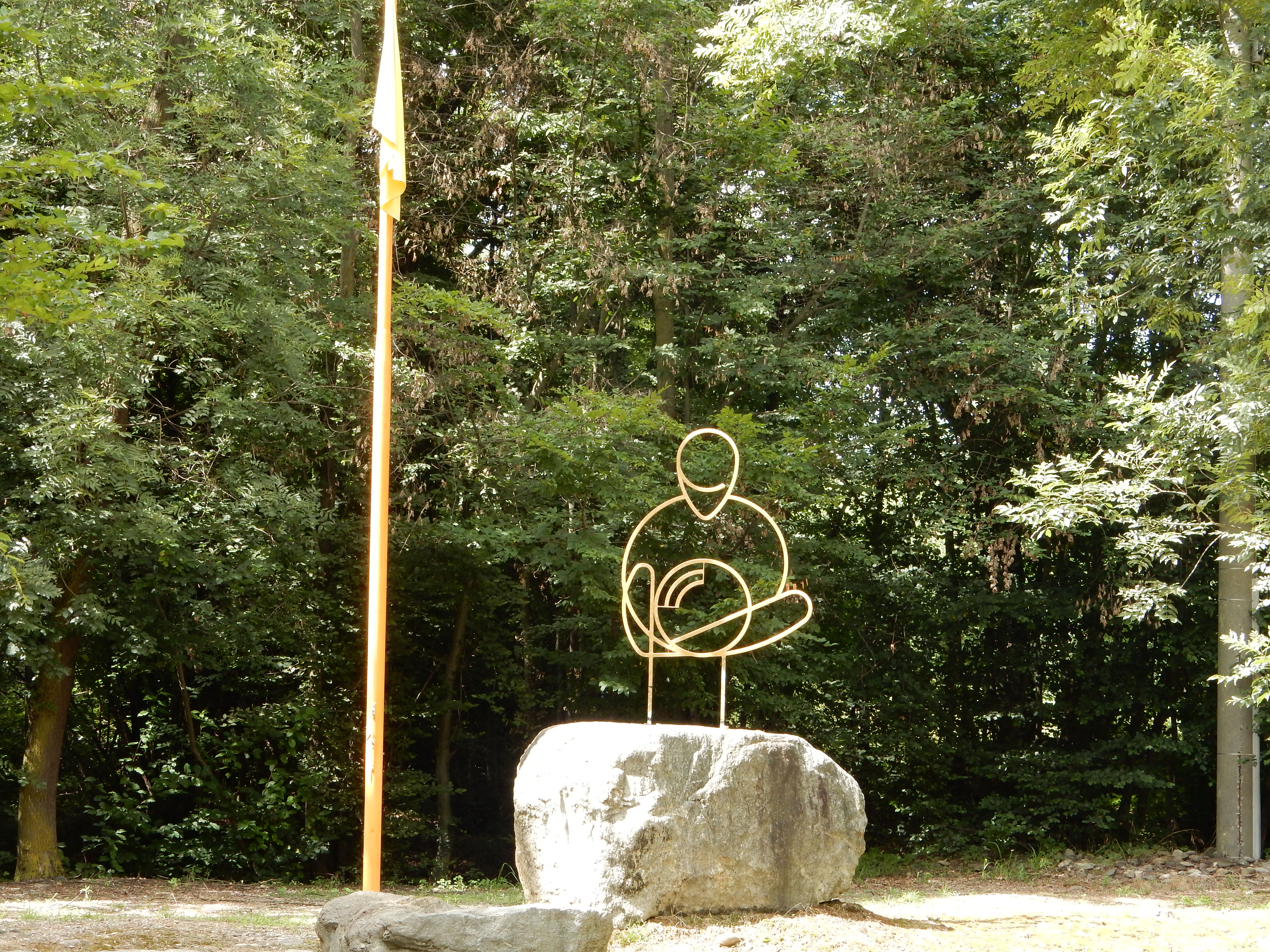
Monumento cercatore d'oro a Vermogno

La zona che viene "turisticamente" indicata come il sito della città di Victimula è stata adibita dalla seconda metà del Novecento ad area attrezzata da pic nic situata nella zona della Bessa di Vermogno (comune di Zubiena), nelle vicinanze del sito di "Ciapel përfondà".
Dalla zona si diramano diversi sentieri che attraversano la riserva naturale della Bessa. Questi si snodano attraverso i boschi e i grossi cumuli di detriti dovuti all'intensa attività di estrazione metallifera, tra massi erratici ed alcune rovine di siti di interesse archeologico (è presente anche uno scolatoio in pietra di epoca antica che appare molto ben conservato).
L'area indicata come l'"odierna" Victimula, sicuramente più vicina alla zona dei giacimenti che a quello che poteva essere il villaggio vero e proprio, viene anche saltuariamente utilizzata dagli appassionati della ricerca dell'oro per raduni e manifestazioni legate ad uno hobby che in questa zona trova un luogo ideale, vista la presenza di oro alluvionale nei corsi d'acqua, specialmente nel vicino torrente Elvo.